# Attagenus thunbergi
Attagenus thunbergi là một loài bọ cánh cứng trong họ Dermestidae. Loài này được Mroczkowski miêu tả khoa học năm 1968.